# 알리 시소코
알리 시소코(프랑스어: Aly Cissokho, 1987년 9월 15일 ~ )는 프랑스의 축구 선수이다. 현재 쉬페르리그의 안탈리아스포르에서 레프트 백로 뛰고 있다.